# Polypedates pseudotilophus
Polypedates pseudotilophus é uma espécie de anfíbio gimnofiono da família Rhacophoridae. Está presente na Indonésia. A UICN classificou-a como pouco preocupante.